# Чемпионат Европы по современному пятиборью среди женщин 2006
XIV Чемпионат Европы по современному пятиборью среди женщин 2006 проводился в Будапеште  Венгрия с 12 по 20 июля.
Женская сборная России прибыла в Финляндию в следующем составе: чемпионка мира (1999, 2005) в команде Татьяна Муратова, Полина Стручкова, Олеся Величко и Людмила Сироткина. Старший тренер команды — Хапланов Алексей Олегович.

## Личное первенство
| Дисциплина           | Золото                         | Серебро                               | Бронза                               |
| Индивидуальный зачет | Венгрия · Жужанна Ворош · 5508 | Беларусь · Анастасия Самусевич · 5508 | Великобритания · Майри Спринс · 5474 |

4. Муратова Татьяна (Россия) — 5428.
18. Олеся Величко (Россия) — 5092.
25. Людмила Сироткина (Россия) — 4884.

## Командное первенство
| Дисциплина      | Золото                                                                       | Серебро                                                                      | Бронза                                                            |
| Командный зачет | Великобритания · Майри Спинс · Джорджина Харланд · Кэтрин Ливингстон · 15856 | Беларусь · Анастасия Самусевич · Татьяна Мазуркевич · Анна Архипенко · 15616 | Италия · Клаудия Корсини · Сара Бертоли · Алесия Пиеретти · 15468 |

4. Россия (Муратова, Величко, Сироткина) — 15404.